# Конотопська дирекція залізничних перевезень

Конотопська дирекція залізничних перевезень (ДН-5) є однією з п'яти дирекцій Південно-Західної залізниці. Дирекція обслуговує північ Сумської та Чернігівську області. 
Надає послуги з перевезення багажу та пасажирів, завантаженню та розвантаженню вантажу та інші. 

## Історія
Згідно з розпоряжденням Міністерства шляхів сполучення СРСР № Г-3998 від 13 лютого 1959 року Конотопське відділення (НОД-5) Московсько-Київської залізниці було передано до складу Південно-Західної залізниці.
З того часу і до розпаду Радянського Союзу межі відділення залишалися незмінними.
Наприкінці 1980-х років довжина розгорнутих головних колій на відділенні становила 1118 км, станційних — 488 км.
Відділенню були підпорядковані 44 станції, 6 локомотивних депо, 3 дистанції колії, дистанція захисних лісонасаджень, дві дистанції сигналізації та зв'язку, енергодільниця, дистанція цивільних споруд, 3 вагонних депо, допоміжні служби — відділи водопостачання та матеріально-технічного забезпечення.
У 1992 році розпочався процес уточнення меж залізниць та взаємного обміну дільницями між державами колишнього СРСР.
У 1992 році станції Зернове, Перемога, Чигинок, Семенівка, Угли-Завод, Новгород-Сіверський, що належали Брянському відділенню Московської залізниці, були передані в підпорядкування Конотопського відділення.
У 1993 році з Курського відділення Московської залізниці до Конотопського відділення було передано станцію Волфине.
Навесні 1994 року на станції Ворожба між керівниками Укрзалізниці, Південно-Західної та Московської залізниць був підписаний акт передачі станцій Тьоткіно, Неонилівка, Крупець та Локоть з Конотопського відділення до Курського відділення Московської залізниці.
За підсумком взаємного обміну кількість станцій Конотопоського відділення зросла з 44 до 46.

## Розташування
Офіс дирекції розташований за адресою: Сумська область, місто Конотоп, вулиця Свободи, 9.

## Межі дирекції
Конотопська дирекція межує з такими дирекціями:

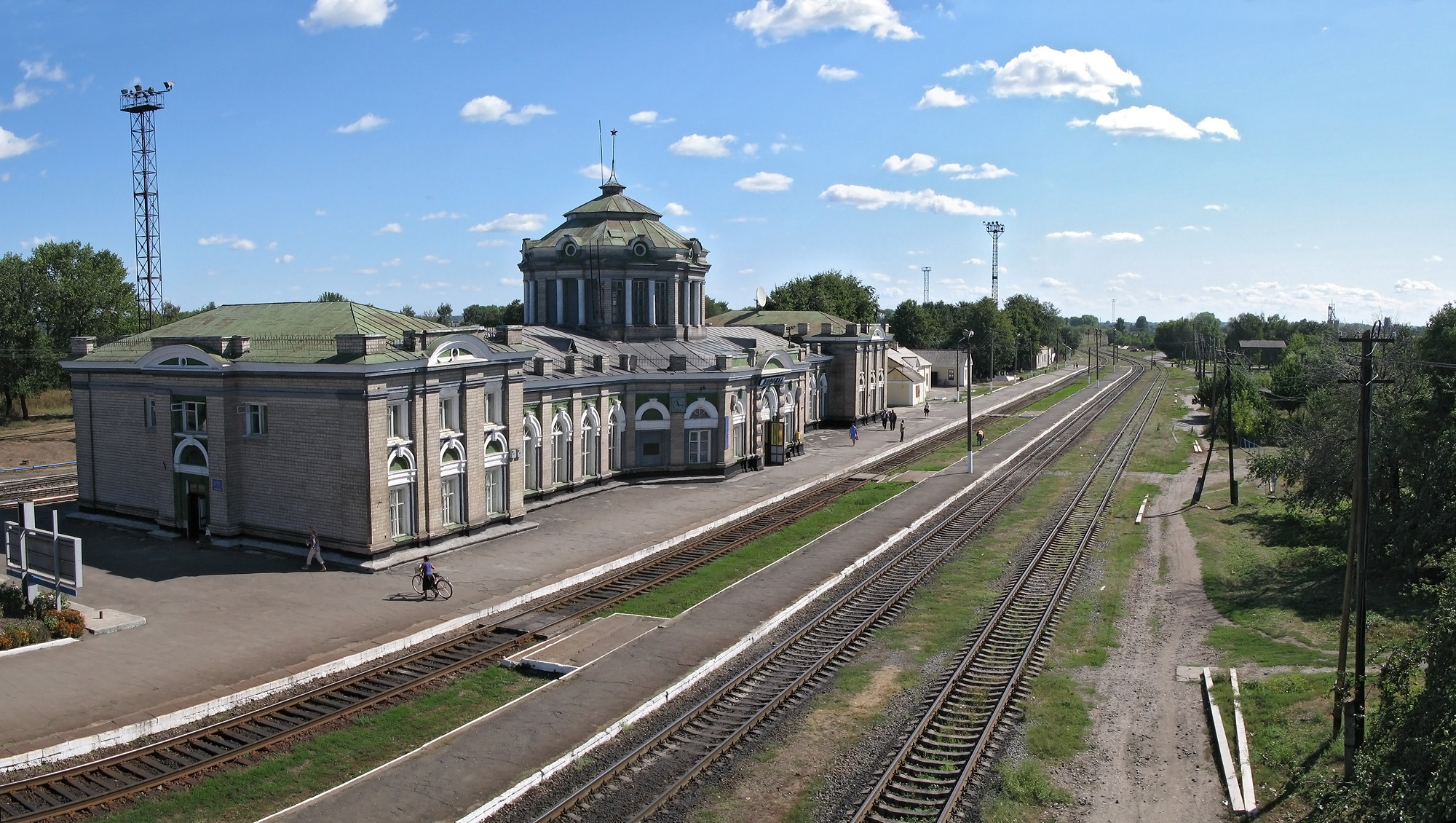
Будівля вокзалу у Ворожбі до електрифікації станції

| Дирекція, регіон, або відділення | Залізниця                  | Кількість стикових пунктів | Дільниці стикування                          | Магістральна лінія                           |
| -------------------------------- | -------------------------- | -------------------------- | -------------------------------------------- | -------------------------------------------- |
| Київська дирекція                | Південно-Західна залізниця | 1                          | Бахмач — Ніжин                               | Воронеж — Київ                               |
| Полтавська дирекція              | Південна залізниця         | 2                          | Бахмач — Прилуки Бахмач — Ромни              | Москва — Одеса Гомель — Кременчук            |
| Сумська дирекція                 | Південна залізниця         | 1                          | Ворожба — Суми                               | Київ — Харків                                |
| Орловсько-Курський регіон        | Московська залізниця       | 2                          | Ворожба — Льгов-Київський Ворожба — Тьоткіно | Київ — Воронеж Ворожба — Хутір-Михайлівський |
| Брянський регіон                 | Московська залізниця       | 1                          | Хутір-Михайлівський — Брянськ                | Київ — Москва                                |
| Гомельське відділення            | Білоруська залізниця       | 1                          | Сновськ — Гомель                             | Кременчук — Гомель                           |

## Станції
Центр дирекції знаходиться у місті Конотоп — найбільшим на території дирекції. З поміж інших важливих станцій слід зазначити вузлові станції у містах Бахмач та Ворожба.

## Залізниці
Через дирекцію проходять магістральна міждержавна електрифікована двоколійна залізниця Москва — Київ та магістральна лінія Київ — Воронеж. 